# Il cuore e la spada
Il cuore e la spada (Tristano e Isotta) è una miniserie televisiva in due puntate del 1998. Diretta da Fabrizio Costa e interpretata da Ralf Bauer e Léa Bosco, racconta la storia di Tristano e Isotta, la famosa coppia di amanti del ciclo bretone, mantenendo un ottimo livello di fedeltà al racconto.
Co-prodotta in collaborazione con la tedesca Sat.1, è stata trasmessa in prima visione su Canale 5 il 22 e 24 novembre 1998.

## Trama
Il principe Tristano vive in Cornovaglia alla corte di suo zio, il re Marke, che lo tratta come un figlio. Quando il re irlandese manda suo figlio Morold a chiedere pagamenti fiscali elevati, Tristan lo sfida a combattere. Riesce a uccidere Morold, ma resta ferito gravemente e viene messo su una barca, che lo porta in Irlanda. Lì viene scoperto da Isotta dai capelli d'oro, la sorella di Morold, che lo cura insieme a sua madre. Prima che la sua identità diventi nota, Tristan torna in Cornovaglia dove i baroni stanno esortando il re Marke a scegliersi una moglie. Quando il re viene a sapere della bellezza di Isotta, invia Tristano per riportarla da lui come sposa. Isotta è sconvolta dal modo in cui suo padre accoglie l'assassino di Morold e dal suo desiderio di farla sposare con un re straniero. Durante il viaggio, vorrebbe avvelenare Tristano e se stessa, ma l'ampolla contiene una pozione d'amore: i due si innamorano e non riescono a stare lontani, anche dopo il matrimonio di Isotta con Marke. Quando la loro relazione viene scoperta, Tristan viene costretto all'esilio in Bretagna, dove riceve un'accoglienza calorosa dal duca Hoel. La figlia del duca, Isotta dalle bianche mani, cerca invano di conquistare Tristano. Quando Tristano viene a sapere che i baroni si sono ribellati al re Marke, torna in Cornovaglia e salva la vita al re, ma è poi costretto a tornare in esilio, gravemente ferito. Vicino alla morte, manda a chiamare Isotta dai capelli d'oro, ma l'altra Isotta, gelosa, sventa la riunione dei due amanti dicendo una bugia. Privo di ogni speranza, Tristano cade sulla sua spada appena prima che arrivi la sua amata, che lo seguirà nella morte.

## Produzione
La miniserie è stata interamente girata in Francia, a Fort-la-Latte e nelle Côtes-d'Armor tra gennaio e marzo del 1998.